# Alexandre Charles Perrégaux
Ne doit pas être confondu avec Alexandre Perregaux.
Pour les articles homonymes, voir Perregaux.
Alexandre-Charles Perrégaux est né le 21 octobre 1791 à Neuchâtel, et décédé le 6 novembre 1837 en mer près de Cagliari, est un général français protestant d’origine suisse.

## Biographie
Alexandre-Charles Perrégaux est entré au service militaire en qualité de sous-lieutenant, le 2 juillet 1807, dans le bataillon du Prince de Neuchâtel. Il est naturalisé français en 1816.
Envoyé en Algérie, il y fut remarqué dans les expéditions de Mascara et de Tlemcen en 1835, et reçut à Mostaganem le commandement d’un corps de 5 000 hommes, avec lequel il soumit vingt-deux tribus établies entre Mostaganem et Mascara. Il est nommé maréchal de camp 6 juin 1834.
Le 12 octobre 1837, il se trouvait avec Maximilien Joseph Schauenburg au siège de Constantine auprès du général Damrémont lorsque celui-ci fut tué par un boulet. Voyant tomber le général en chef, Perrégaux se précipita sur lui et, en se baissant, fut atteint d’une balle qui lui traversa le nez et s’enfonça assez avant dans le palais.
Ramené à Bône et embarqué pour France, le général Perrégaux mourut pendant la traversée. Il fut enterré à Cagliari.